# إبراهيم حشمت
إبراهيم حشمت (26 أكتوبر 1895 - 3 أبريل عام 1973) هو ممثل مصري.

## حياته ونشأته
مواليد 26 أكتوبر 1895. كان أشهر كومبارس مؤثر في فرقة علي الكسار. عمل موظفاً في الإذاعة، وعمل مع علي الكسار في أعمال عديدة  كان أشهرها «خفير الدرك»، و«عثمان وعلي»، و«علي بابا والأربعين حرامي»، و«نور الدين والبحارة التلاتة».

## مسيرته
كان إبراهيم حشمت حتى عام 1943 يشترك في أعمال المخرج توجو مزراحي ثم اتجه إلى الفنان يوسف وهبي في فيلم من تأليفه وإخراجه «جوهرة» مع نور الهدى وحسن فايق، ثم توالت مشاركاته السينمائية والتي وصلت إلي أكثر من مائة فيلم سينمائي جميعها أدوار مساعدة وصغيرة المساحة إلا أنها كانت أدوارا هامة ومؤثرة في أحداث الفيلم. كان إبراهيم حشمت من فناني الصف الثاني إلا انه كان أكثر مشاركة من أستاذه علي الكسار في السينما وتنوعت أدواره بين الدراما والكوميديا ولعل الجمهور لا ينسى مشاركته في فيلم «شارع الحب» إخراج عز الدين ذو الفقار عندما لعب دور مدير الأوبرا.
استمر إبراهيم حشمت في تواجده السينمائي حتى عام 1967 في فيلم «نورا» بطولة نيللي وكمال الشناوي إخراج محمود ذوالفقار ليكون نهاية أفلامه ويعتزل بعدها متوقفاً عن التمثيل ويتوفى بعد ست سنوات في 3 أبريل عام 1973 عن عمر يناهز 78 سنة.
أهم مشاركاته السينمائية في أفلام:
«أمير الدهاء» عام 1964 للمخرج هنري بركات.
«الحب الأخير» عام 1959 للمخرج محمد كامل حسن المحامي.
«مع الأيام» عام 1958 للمخرج أحمد ضياء الدين.
«لن أعترف» عام 1961 للمخرج كمال الشيخ.
«التلميذة» عام 1961 للمخرج حسن الإمام.
«بياعة الجرايد» عام 1963 للمخرج حسن الإمام.
«الخطايا» عام 1962 للمخرج حسن الإمام.
«نهر الحب» عام 1960 للمخرج عز الدين ذو الفقار.
«القصر الملعون» عام 1962 للمخرج حسن رضا.
«ألمظ وعبده الحامولي» عام 1962 للمخرج حلمي رفلة.

## وصلات خارجية
- إبراهيم حشمت على موقع الدهليز
- إبراهيم حشمت على موقع قاعدة بيانات الأفلام العربية

https://dhliz.com/artist/CRxCahnwueI/ إبراهيم حشمت (ممثل)
http://dotnet.ertu.org/famous_ch.aspx?i=1209 إبراهيم حشمت (ممثل)
https://www.imdb.com/name/nm6242148/?ref_=nv_sr_srsg_0 إبراهيم حشمت (ممثل)
https://karohat.com/Person/6a6d39b9-cc4d-43be-9303-57cdfb28da22 إبراهيم حشمت (ممثل)